# Crime of the Century (album)
Crime of the Century è il terzo album  della band progressive dei Supertramp, uscito nel 1974. Per la produzione, i Supertramp si avvalgono dell'aiuto di Ken Scott, che ha lavorato con David Bowie e con i Beatles. L'album è stato registrato negli studi Ramport e Trident di Londra.
Il disco fu il primo del gruppo ad entrare nella classifica dei primi 40 dischi più venduti in America e, nel 1977, dopo l'uscita di Even in the Quietest Moments... ottenne anche il disco d'oro.
Nel giugno del 2015 la rivista Rolling Stone ha collocato l'album alla ventisettesima posizione dei 50 migliori album progressive di tutti i tempi.

## Tracce
Tutte le canzoni sono attribuite a Roger Hodgson e Rick Davis.
1. School – 5:34 – Voce: Roger Hodgson e Rick Davies
2. Bloody well right – 4:31 – Voce: Rick Davies
3. Hide in your shell – 6:48 – Voce: Roger Hodgson
4. Asylum – 6:43 – Voce: Rick Davies e Roger Hodgson
5. Dreamer – 3:31 – Voce: Roger Hodgson e Rick Davies
6. Rudy – 7:19 – Voce: Rick Davies e Roger Hodgson
7. If everyone was listening – 4:04 – Voce: Roger Hodgson
8. Crime of the century – 5:36 – Voce: Rick Davies

## Classifiche
Album - Billboard (Nord America)
| Anno | Classifica | Posizione\|- | 1975 | Pop Albums | 38 |

Singoli - Billboard (Nord America)
| Anno | Singolo             | Classifica  | Posizione |
| ---- | ------------------- | ----------- | --------- |
| 1975 | "Bloody Well Right" | Pop Singles | 35        |

## Formazione
- Roger Hodgson - voce, cori, chitarra elettrica ed acustica, pianoforte (traccia 7), piano elettrico (tracce 3,5), organo (traccia 7)
- Rick Davies - voce, cori, tastiere, armonica a bocca
- John Anthony Helliwell - sassofono, clarinetto, voce
- Bob C. Benberg - batteria, percussioni
- Dougie Thomson - basso